# Free in the Knowledge
«Free in the Knowledge» — пісня англійського рок-гурту The Smile. Вона була випущена 20 березня 2022 року як третій сингл з дебютного альбому Smile, A Light for Attracting Attention, лейблом XL Recordings.
Вперше пісня була виконана вокалістом Томом Йорком у жовтні 2021 року в Альберт-голі. Пісня також прозвучала 2 грудня 2021 року у стрімі з репетиції гурту в Instagram, де вони грали нові треки, одним з яких був «Free in the Knowledge».

## Музичне відео
Музичне відео було знято режисером Лео Лі і показує ритуальну церемонію в лісі. Відео було описано як тривожне та як таке, що переслідує.

## Відгуки
У статті для Consequence Алекс Лейк описав «Free in the Knowledge» як «надзвичайно успішну спробу викликати погляд туманних очей на тисячу ярдів» і похвалив гурт, назвавши їх «надзвичайно кваліфікованими». Натаніель Фіцджеральд з Tuned Up написав, що трек відійшов від «гіперактивних джазових барабанів і незграбної гітари альбому на користь делікатної акустики, електричного піаніно та полірування струн». Він описав трек як межу між безнадійним і романтичним. Роб Г. у статті для Beatsperminute.com описав трек як «акустичну мрію», в якій Йорк роздумує про «жахи сучасного життя», відзначаючи повільне наростання струнних і духових Лондонського сучасного оркестру.

## Персоналії
The Smile
- Том Йорк — вокал, синтезатор, акустична гітара
- Джонні Ґрінвуд — піаніно, бас
- Том Скіннер — барабани

Продакшн
- Найджел Ґодріч

Додаткові музиканти
- Лондонський сучасний оркестр